# Campeonato Goiano de Futebol de 1970
O Campeonato Goiano de Futebol de 1970 foi a 27º edição da divisão principal do campeonato estadual de Goiás. É realizada e organizada pela Federação Goiana de Desportos e disputada por 13 clubes entre os dias 12 de julho e 13 de dezembro de 1970.
Esta edição contou com times de Anápolis, Catalão, Ceres, Goiânia, Inhumas, Itumbiara, Jataí, Morrinhos, Santa Helena e São Luís.
O título foi definido na última rodada. O Atlético Goianiense garantiu seu sétimo título goiano, ao empatar com o Vila Nova, no Estádio Olímpico, por 0–0.

## Regulamento
O Campeonato Goiano de 1970 foi disputada por treze clubes em dois turnos. Em cada turno, todos os times jogaram entre si uma única vez. No primeiro turno o último colocado saía do campeonato antes do início do segundo turno. Os jogos do segundo turno foram realizados em ordem aleatória do primeiro, com o mando de campo invertido. Não há campeões por turnos, sendo declarado campeão goiano o time que obtiver o maior número de pontos após as 39 rodadas.

## Participantes
| Equipe           | Cidade       | Em 1968 | Participação | Títulos             |
| ---------------- | ------------ | ------- | ------------ | ------------------- |
| América          | Morrinhos    | -       | -            | 0 (não possui)      |
| Atlético         | Goiânia      | 6º      | 27ª          | 6 ( último em 1964) |
| Ceres            | Ceres        | 8º      | -            | 0 (não possui)      |
| CRAC             | Catalão      | 2º      | -            | 1 (1967)            |
| Goiânia          | Goiânia      | 7º      | 27ª          | 13 (último em 68)   |
| Goiás            | Goiânia      | 3º      | 27ª          | 1 (1964)            |
| Grêmio Anapolino | Anápolis     | -       | -            | 0 (não possui)      |
| Inhumas          | Inhumas      | 9º      | -            | 0 (não possui)      |
| Itumbiara        | Itumbiara    | -       | -            | 0 (não possui)      |
| Jataiense        | Jataí        | -       | -            | 0 (não possui)      |
| Santa Helena     | Santa Helena | -       | -            | 0 (não possui)      |
| São Luís         | São Luís     | -       | -            | 0 (não possui)      |
| Vila Nova        | Goiânia      | 1º      | -            | 4 (último em 1969)  |

## Premiação
| Campeonato Goiano de 1970               |
| Goiânia                                 |
| --------------------------------------- |
| Atlético Goianiense Campeão (7º título) |